# King's Cup 2019 (calcio)
La King's Cup 2019 è stata la 47ª edizione della King's Cup, l'annuale torneo internazionale di calcio maschile organizzato dalla Federazione calcistica della Thailandia. Si è tenuto a Buriram, in Thailandia, dal 5 all'8 marzo 2019.
In qualità di paese ospitante, la Thailandia si è qualificata d'ufficio; insieme a lei hanno preso parte l'India, il Curaçao e il Vietnam.

## Squadre partecipanti
Al torneo hanno partecipato quattro nazionali, così classificate nel ranking FIFA il 4 aprile 2019:
- Curaçao (82º posto)[4]
- Vietnam (98º posto)
- India (101º posto)
- Thailandia (114º posto)

## Fase a eliminazione diretta

### Tabellone
|  | Semifinali | Semifinali | Semifinali |         |               | Finale          | Finale          | Finale          |  |
|  |            |            |            |         |               |                 |                 |                 |  |
|  | Curaçao    | Curaçao    | 3          |         |               |                 |                 |                 |  |
|  | Curaçao    | Curaçao    | 3          |         |               |                 |                 |                 |  |
|  | India      | India      | 1          |         |               |                 |                 |                 |  |
|  | India      | India      | 1          |         | Curaçao (dtr) | Curaçao (dtr)   | 1 (5)           |                 |  |
|  |            |            |            |         | Curaçao (dtr) | Curaçao (dtr)   | 1 (5)           |                 |  |
|  |            |            | Vietnam    | Vietnam | 1 (4)         |                 |                 |                 |  |
|  | Thailandia | Thailandia | Vietnam    | Vietnam | 1 (4)         | 0               |                 |                 |  |
|  | Thailandia | Thailandia |            |         |               | 0               |                 |                 |  |
|  | Vietnam    | Vietnam    | 1          |         |               | Finale 3º posto | Finale 3º posto | Finale 3º posto |  |
|  | Vietnam    | Vietnam    | 1          |         |               |                 |                 |                 |  |
|  |            |            |            |         |               |                 |                 |                 |  |
|  |            |            |            |         |               | India           | India           | 1               |  |
|  |            |            |            |         |               | India           | India           | 1               |  |
|  |            |            |            |         |               | Thailandia      | Thailandia      | 0               |  |

### Semifinali
| Arbitro: | Chaireag Ngamsom |

|                                   |           |                    |
| Bonevacia 15’ Hooi 17’ Bacuna 33’ | Marcatori | 31’ (rig.) Chhetri |

| Arbitro: | Jumpei Iida |

|  |           |                      |
|  | Marcatori | 90+4’ Nguyễn Anh Đức |

### Finale 3º- 4º posto
| Arbitro: | Jumpei Iida |

|           |           |  |
| Thapa 17’ | Marcatori |  |

### Finale 1º- 2º posto
| Arbitro: | Wiwat Jumpaoon |

|                                    |                      |                                                                                |
| Carolina 58’                       | Marcatori            | 83’ Phạm Đức Huy                                                               |
| Benschop Hooi Antonia Bacuna Maria | Tiri di rigore 5 – 4 | Nguyễn Anh Đức Nguyễn Công Phượng Nguyễn Trọng Hoàng Quế Ngọc Hải Đoàn Văn Hậu |